# Donots

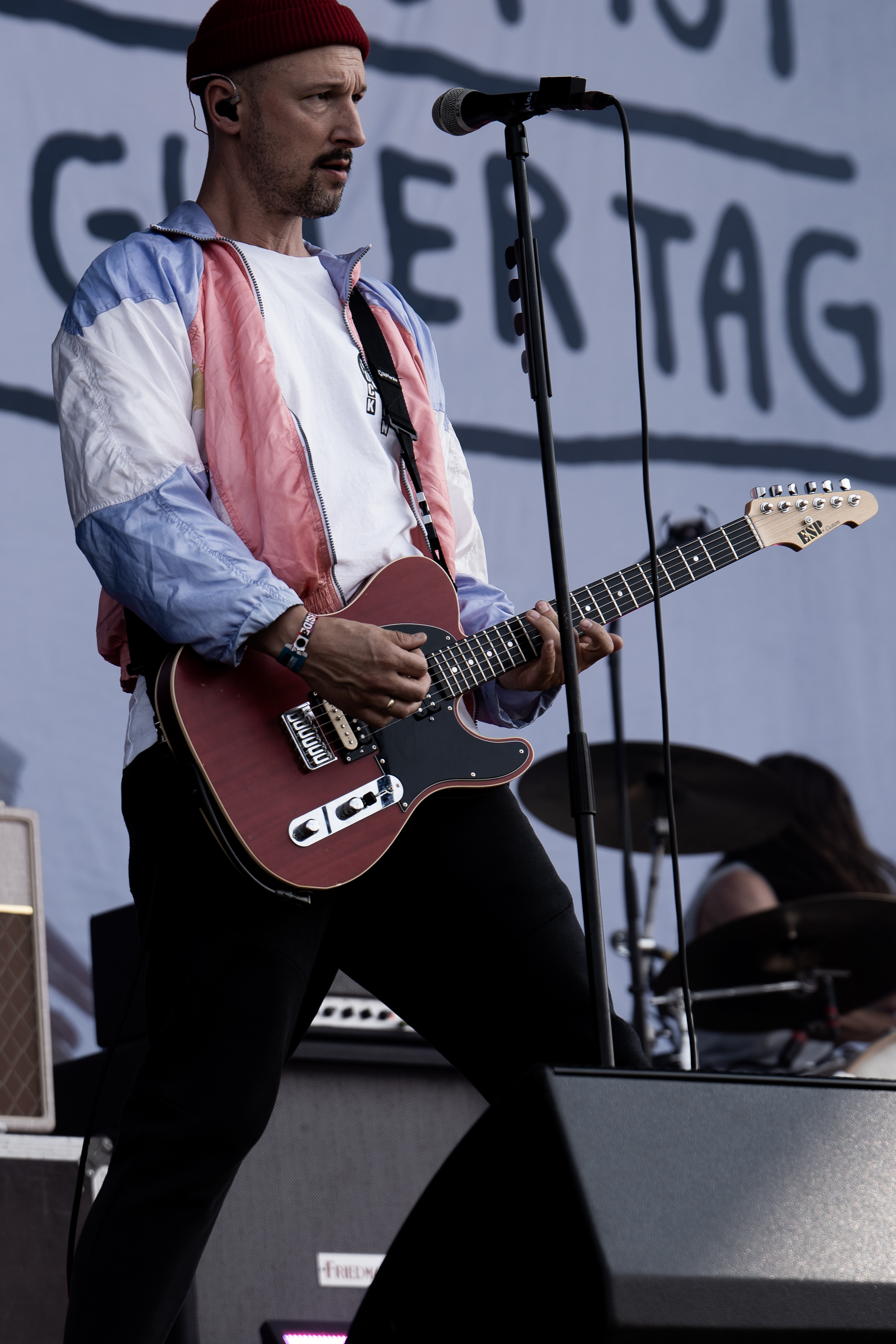
Alex Siedenbiedel auf dem Southside Festival 2023

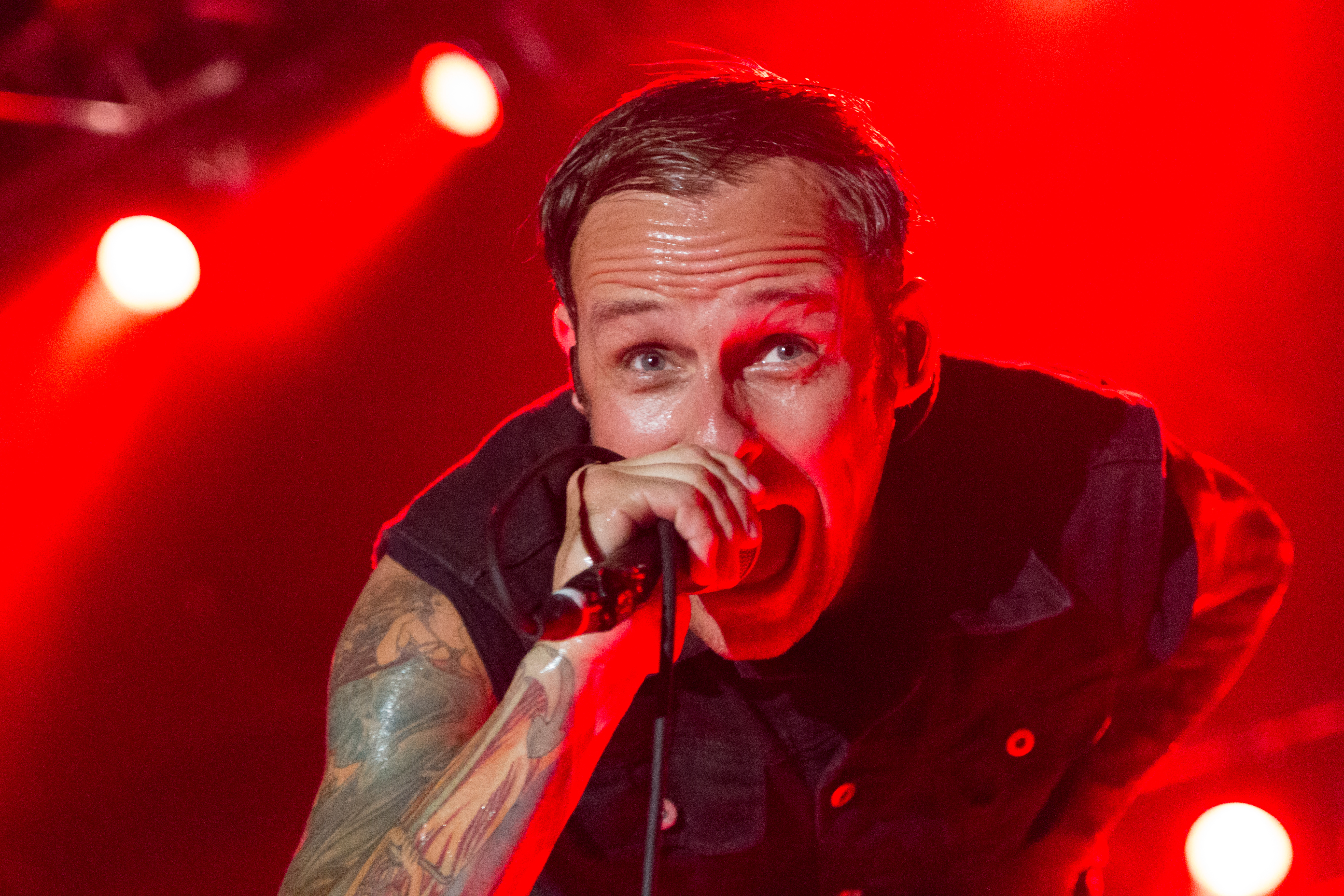
Ingo Knollmann auf dem 33. Zelt-Musik-Festival in Freiburg 2015

Die Donots [ˈdʊnɔts] sind eine seit 1993 bestehende, 1994 gegründete deutsche Alternative-Rock-Band aus Ibbenbüren. Seit 2008 veröffentlichen sie ihre Alben über ihr eigenes Label Solitary Man Records.

## Geschichte

### Anfänge / Erste Alben
Die Donots formierten sich 1993 durch Ingo und Guido Knollmann, zuständig für Gesang und Gitarre, dem Bassisten Jan-Dirk Poggemann (Spitzname: Purgen), dem Gitarristen Jens Grimstein und Schlagzeuger Jens Trippner. Der Name Donots steht für die selbstironische Philosophie der Band „nichts zu tun“ (don’ts = do nothing).
Am 16. April 1994 feierten die Donots ihr Bühnendebüt in der Scheune, einem Jugendkulturzentrum in Ibbenbüren. Diesen Tag benennt die Band als ihren offiziellen Bandgeburtstag. Noch im selben Jahr brachten sie ihre erste Demoaufnahme heraus, We Do Not Care So Why Should You?, die in einer Auflage von 30 Stück erschien. Ihr zweites Demotape Melodies and Harmonies erschien in einer Auflage von 50 Stück.
1995 übernahm Eike Herwig die Position am Schlagzeug. Im Jahr darauf erschien das erste Album Pedigree Punk welches in Münster und Köln aufgenommen wurde. Nach der Veröffentlichung ersetzte Alexander Siedenbiedel den Gitarristen Jens Grimstein. Es folgten gemeinsame Konzerte mit blink-182, Propagandhi, No Fun at All, Terrorgruppe und No Use for a Name.
Im Frühjahr 1998 veröffentlichten die fünf Ibbenbürener ihr zweites Album Tonight’s Karaoke Contest Winners. Es folgte die erste Tour mit Samiam und Errortype:11 sowie ein Auftritt beim Bizarre-Festival auf der Visions-Bühne. Dieser Auftritt gehörte zu einem Wettbewerb, den sie gewannen. Kurz darauf unterschrieben sie einen Plattenvertrag bei „Gun Records“, einem Unterlabel von „Supersonic Records“.

### Zeit bei GUN Records
1999 erschien auf dem Majorlabel „Supersonic Records“ (Sony BMG) das dritte Album Better Days Not Included, zu dem die Donots ihre erste Single Outshine the World veröffentlichten und damit auch erstmals in Radio und Fernsehen zu hören waren. Das Album wurde im Frühjahr 1999 in Spanien mit Produzent Uwe Hoffmann aufgenommen. Die Band machte dort zudem noch Videoaufnahmen, die im Musikvideo You're So Yesterday aus dem Album Wake the Dog zu sehen sind. Die erste Headliner-Tour Ladies First – James Last mit der Berliner Rockband Beatsteaks folgte.
Den Durchbruch schafften die Donots im Jahr 2001 mit dem Album Pocketrock, vor allem durch die Singleauskopplung Whatever Happened to the 80’s. Weiterhin wurden die Songs Superhero, Today und Room with a view als Single ausgekoppelt. Die erste Headliner-Tour mit der US-amerikanischen Band Midtown führte durch ganz Deutschland, Österreich und die Schweiz. Ein Jahr darauf erschien Pocketrock in ganz Europa über die Plattenfirma Burning Heart Records. Das Album war die erste Zusammenarbeit mit dem Produzenten Fabio Trentini.
Nach der Veröffentlichung der Vorabsingle Saccharine Smile am 21. Mai 2002 erschien das fünfte Album Amplify the Good Times am 17. Juni 2002. Auf diesem Album ist auch die später veröffentlichte Single Big Mouth enthalten. Die Coverversion des Twisted-Sister-Songs We’re Not Gonna Take It wurde zeitnah am 30. September 2002 als EP mit anderen Metal-Coversongs veröffentlicht. Ende 2002 begaben sich die Donots auf Europatour mit der schwedischen Band Millencolin sowie auf die Amplify the Good Tour durch Deutschland, Österreich, Schweiz, Italien, Spanien und Frankreich mit der Schweizer Band Favez.
2003 erreichte das Album Amplify the Good Times den 51. Platz der japanischen Charts. Die Band ging dort in diesem Jahr erstmals auf Tour. Durch den Erfolg wurden das Album Pocketrock sowie die EP We’re Not Gonna Take It in Japan veröffentlicht. In Deutschland erfolgte ein Tourstart mit der britischen Band 3 Colours Red. Gemeinsam mit der Band Anti-Flag wurde der Protest-Song gegen den Irakkrieg aufgenommen, der zum kostenlosen Download zur Verfügung stand.
Got the Noise, das sechste Studioalbum, wurde am 21. Juni 2004 veröffentlicht und erreichte Platz 17 der deutschen Charts, Platz 39 der österreichischen Charts sowie Platz 42 der japanischen Charts. Aus dem Album wurden die Songs We Got the Noise und Good-Bye Routine als Singles ausgekoppelt. Im August 2004 steuerten die Donots den Song Time’s Up zum Sampler Rock Against Bush Vol. 2 bei, der über Fat Wreck Chords veröffentlicht wurde.
Zum 10. Bandjubiläum wurde am 31. Januar 2005 die DVD Ten Years of Noise veröffentlicht, auf der neben einer Studiodokumentation zur „Amplify the Good Times“ und drei Livesongs auch die bis zu diesem Zeitpunkt produzierten Musikvideos mit Making-ofs der Band enthalten sind.

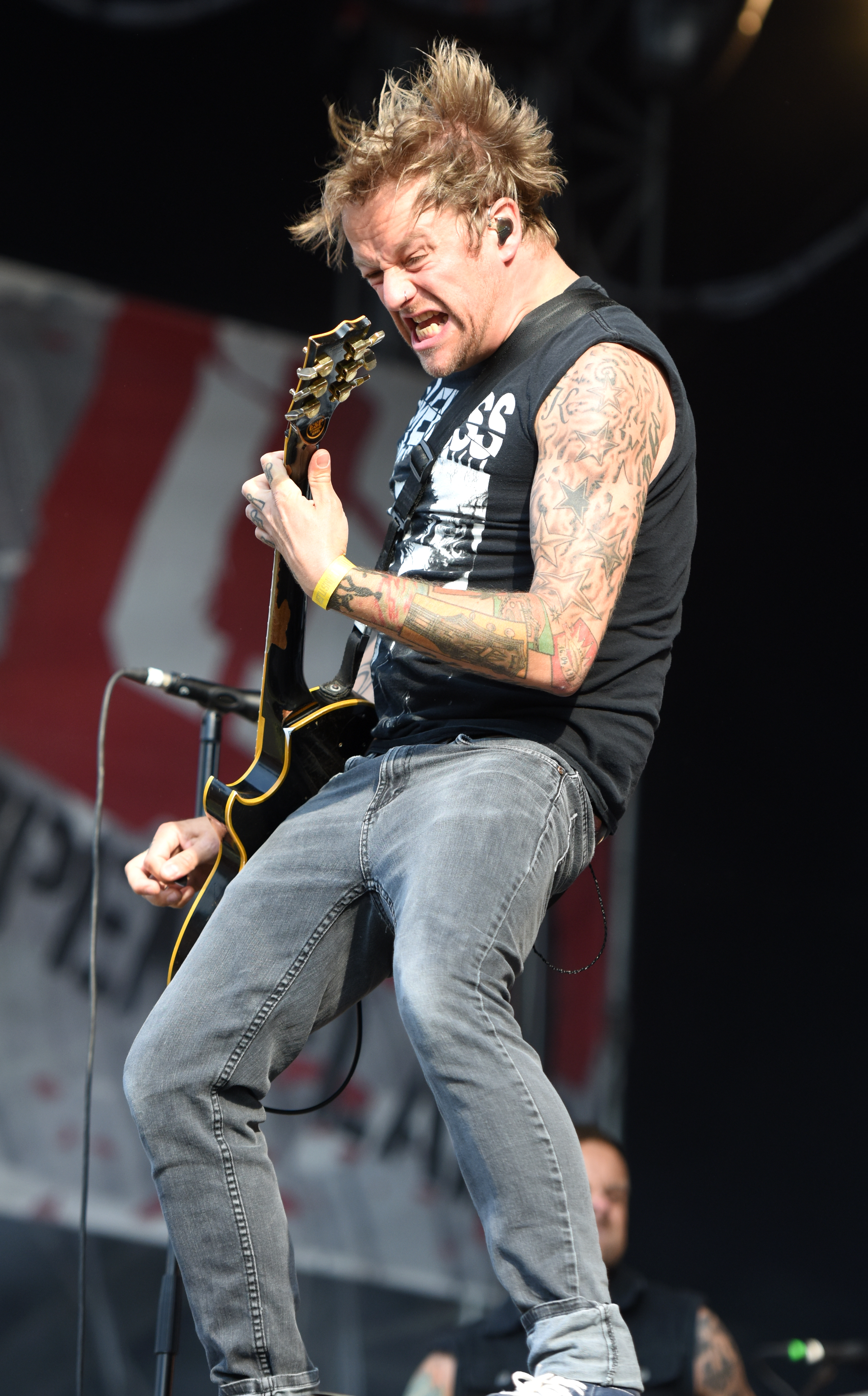
Guido Knollmann beim Open Flair 2015

Am 14. November 2006 erschien das Best-of-Album The Story So Far – Ibbtown Chronicles, welches alle ausgekoppelten Singles, B-Seiten und zwei neue Songs Duck and Cover und Play Dead beinhaltet. Diese Veröffentlichung besiegelte ihre Kündigung bei dem Major-Label Gun Records, von dem sich die Band aus persönlichen Gründen trennte. „Mit der Zeit hat man immer mehr miteinander gekämpft, anstatt miteinander nach Lösungen zu suchen. Wir haben uns einfach gegenseitig überhaupt nicht mehr verstanden. Die letzte Platte war dann eigentlich nur noch Schadensbegrenzung. Auch bei Promo-Aktivitäten lagen wir absolut nicht mehr auf einer Wellenlänge. Gerade bei Videoclips, Auswahl der Singles und der gesamten Außendarstellung der Band“, sagte Guido Knollmann.

### Gründung der eigenen Plattenfirma
Im Jahr 2007 spielten sie einzelne Konzerte und traten bei einigen Festivals auf, darunter auch bei der 25. Rheinkultur. Ende 2007 nahmen die Donots zusammen mit Kurt Ebelhäuser, Gitarrist der Band Blackmail, und Vincent Sorg die Songs des kommenden Albums auf.
Am 28. März 2008 erschien das Album Coma Chameleon bei der bandeigenen Plattenfirma Solitary Man Records. Auf diesem Album sind auch die später veröffentlichten Singles Break My Stride, Stop the Clocks und The Right Kind of Wrong enthalten. Im selben Jahr wurde die Single Stop the Clocks für den Hörerpreis 1Live Krone als Beste Single nominiert. Die Donots gingen 2008, nach vierjähriger Tourpause, im Frühjahr mit der finnischen Band Disco Ensemble und im Herbst mit der deutschen Band Fire in the Attic und der US-amerikanischen Band American Steel auf Tour.
Am 22. September 2009 wurde das Mini-Album To Hell with Love auf dem englischen Markt veröffentlicht. Nach ihrer Tour mit den Toten Hosen im Juni 2009 arbeitete die Band wieder an neuen Songs für ihr schließlich 2010 erschienenen Album. Am 18. Dezember 2009 erschien die erste Live-DVD To Hell with Live, auf der sich neben einem Konzertmitschnitt auch die produzierten Musikvideos des Albums Coma Chameleon befinden.

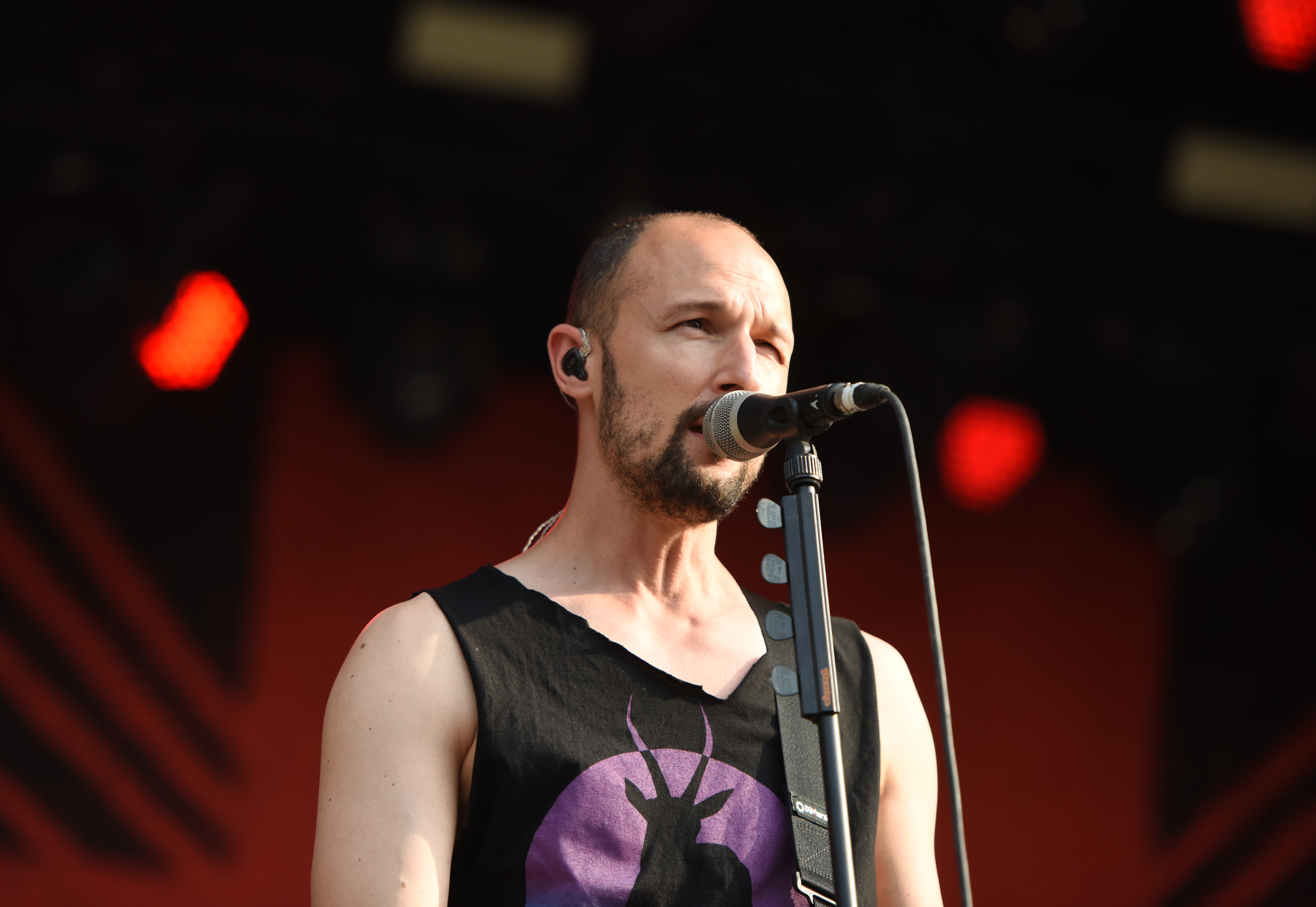
Alex Siedenbiedel beim Open Flair 2015

Calling, die erste Single des achten Studioalbums The Long Way Home, wurde digital am 12. März 2010 veröffentlicht. Das Lied wurde von ProSieben in den Trailern für die Wok-WM 2010 verwendet. Das Album wurde am 26. März 2010 als Limited Edition inklusive Fotobuch, als normale CD-Version, als Download und als LP von Solitary Man Records veröffentlicht. Die zweite Singleauskopplung Forever Ends Today wurde am 28. Mai 2010 veröffentlicht. Nach der Veröffentlichung des Albums tourte die Band gemeinsam mit der schwedischen Indie-Rock-Band Royal Republic durch Deutschland, Österreich und die Schweiz. Im Sommer 2010 spielten die Donots auf persönliche Einladung der Band Green Day alle Deutschlandkonzerte der Green Day Welttournee 2010. Am 21. September 2010 wurde eine limitierte Edition des Albums The Long Way Home, welche als Bonus-Songs des Albums Coma Chameleon enthält, in England von dem Musiklabel Lockjaw Records veröffentlicht. Am 27. Juli 2010 gab die Band die Termine der Short Way Home Tour bekannt, die drei Konzerte innerhalb ihrer Wahlheimat Münster beinhaltete. Dabei spielten die Donots zunächst das kleinste Konzert ihrer Geschichte und beendeten die Tournee mit dem größten Konzert ihrer 16-jährigen Bandkarriere. Über 3000 Zuschauer waren beim Tourfinale in der Halle Münsterland dabei. Dieser Rekord wurde ein Jahr später an derselben Stelle mit über 4000 Zuschauern überboten.

### Zeit bei Universal Music Group
Am 27. April 2012 erschien das neunte Studioalbum Wake the Dogs, welches die erste Veröffentlichung nach dem Wechsel zum Majorlabel Universal Domestic Rock (UDR)/Vertigo Berlin darstellte. Die erste Single zum Album hieß Come Away with Me und wurde am 20. April 2012 veröffentlicht. Die zweite Single So Long ist zusammen mit dem englischen Sänger Frank Turner aufgenommen worden und wurde am 19. Oktober 2012 veröffentlicht. Weitere Videos wurden für die Stücke You’re So Yesterday und dem Titeltrack Wake the Dogs gedreht. Das Album stieg auf Platz 6 der deutschen Albumcharts ein, womit die Band erstmals in ihrer Karriere in den Top 10 vertreten war. Außerdem gelang erstmals der Sprung in die Schweizer Hitparade. Die Band tourte mit der Platte im Oktober und Dezember in Deutschland und im November in Österreich. Im November wurde ihre Westcoast-Tour durch die Vereinigten Staaten bekanntgegeben. Dort tourten die Donots zusammen mit Flogging Molly als Headliner, Skinny Lister, Mariachi El Bronx und Dave Hause.
Die Donots kündigten zudem an, ein Live-Album und eine DVD auf dieser Tour aufzunehmen. Im Dezember spielten die Donots – als Heimspiel – den Grand Münster Slam in der Halle Münsterland. Zudem war die Band 2012 für die Eins Live Krone als Bester Live-Act nominiert, musste sich jedoch Casper geschlagen geben.
Im Jahr 2013 waren die Donots vom 2. bis zum 30. März erneut in den USA auf Tour; dieses Mal gemeinsam mit Flogging Molly, Anti-Flag und weiteren Bands. Neben der Band filmte auch der WDR Rockpalast unterwegs eine Dokumentation über die Tour, das Visions Magazin begleitete die Donots zudem einige Tage für eine umfangreiche Reportage. Im Mai spielten sie auf der Europa-Tour von Billy Talent als Vorgruppe. Über das Jahr spielten sie zudem noch als Vorgruppe für Die Toten Hosen. Im Dezember fanden erneut zwei Jahresabschlusskonzerte statt.

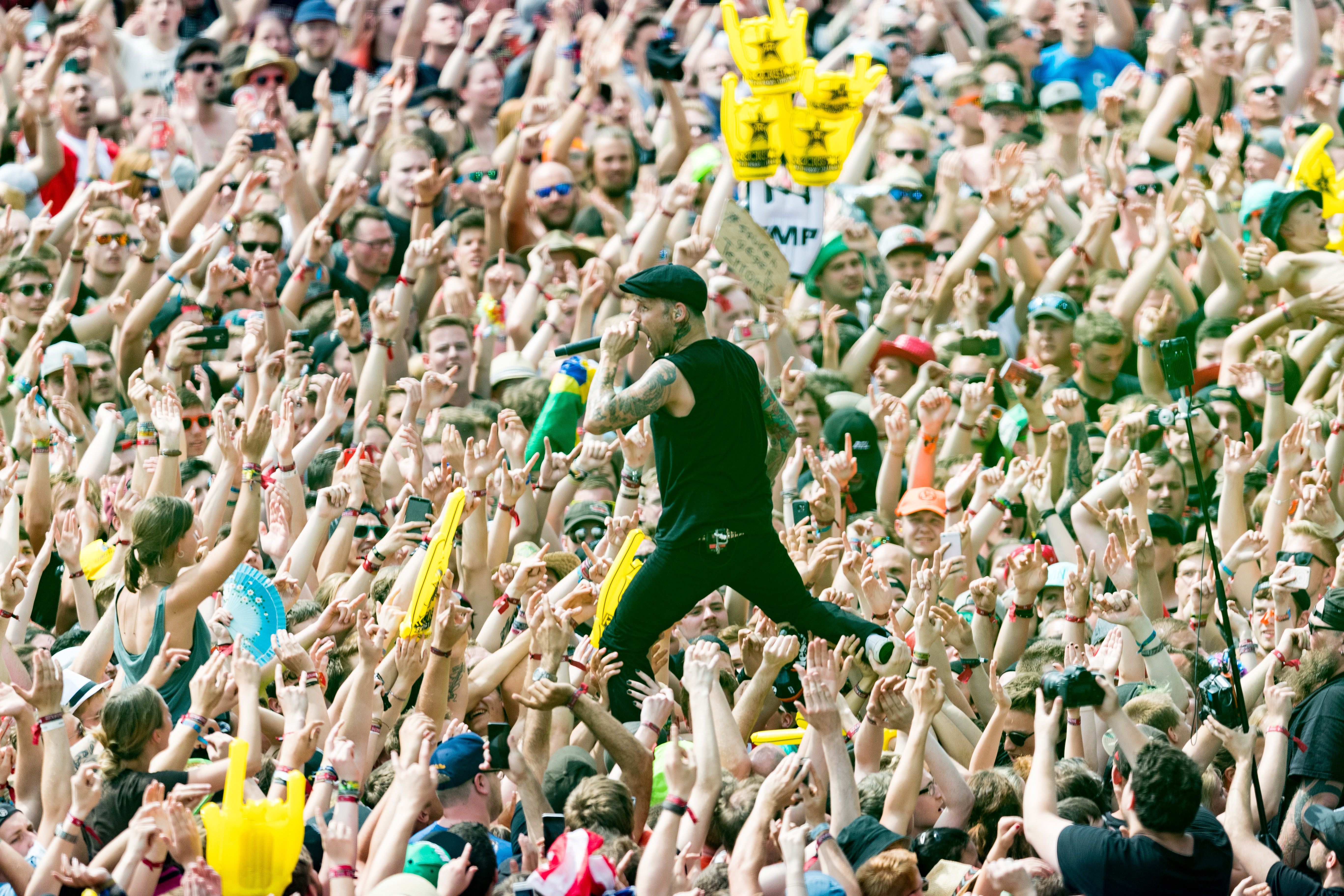
Ingo Knollmann bei Rock am Ring 2017

Die Donots veröffentlichten am 16. April 2014 anlässlich ihres 20-jährigen Bandbestehens erstmals einen Song komplett auf Deutsch (Das Neue bleibt beim Alten) und boten ihn zum kostenlosen Download an. Als Gastmusiker ist Tim McIlrath von Rise Against zu hören. Wenige Tage später folgte das Lied Hier Also Weg.
Die Donots beteiligten sich ebenfalls bei dem Song Do They Know It's Christmas in Zusammenarbeit mit „Band Aid 30 Germany“, welcher auf Platz 1 in den deutschen Singlecharts einstieg. Gegen Ende 2014 wurde das Album Karacho angekündigt. Es ist das erste Album der Band mit ausschließlich deutschen Texten. Im Zuge dessen wurde auch die Karacho-Tour angekündigt. Letztere musste später in den Herbst 2015 verlegt werden, weil sich Drummer Herwig seine Fersen verletzt hatte und somit nicht spielen durfte. Im Dezember spielten die Donots noch fünf Konzerte, bevor sie ihr Heimspiel in Münster hatten.
2014 schaffte die Band es außerdem, bei dem Grand Münster Slam die komplette Halle zu füllen. Demnach war es das größte Headliner-Konzert der Bandgeschichte. Als Support traten Tim Vantol, The Subways und CJ Ramone auf. Ab diesem Abend spielten die Donots mit Ich mach nicht mehr mit und Hansaring 2:10 Uhr zudem noch zwei Lieder ihres angekündigten Albums.

### Wechsel zur deutschen Sprache
Am 9. Januar 2015 erschien das Video zu dem Lied Ich mach nicht mehr mit. Ungefähr einen Monat später erschien das Video für Dann ohne mich. Das Album Karacho wurde am 20. Februar 2015 veröffentlicht und bekam im Durchschnitt sehr gute Rezensionen. Die EMP-Plattenkiste schrieb beispielsweise:

„Mit Hirn und Herz schafft man der geilen Musik eine[n] Tiefgang zu verpassen, dass man sich nur eine Frage stellen kann: Wieso um Alles in der Welt haben die Donots nicht schon eher deutsche Texte präsentiert.“

Karacho stieg auf Platz fünf in die deutschen Albumcharts ein und ist damit die bisher höchste Chartplatzierung der Band. Die Vinyl-Version stieg auf Platz 14 in den Vinylcharts in Deutschland ein. Im März waren die Donots bei Circus HalliGalli zu Gast. Bei dem Live-Auftritt wurde der verletzte Drummer Herwig durch die Schlagzeuger der Bands Sportfreunde Stiller, Die Toten Hosen und Die Ärzte vertreten.
Am 16. April 2015 erschien anlässlich des Bandgeburtstages das Video zu Problem kein Problem. Vier Tage später kündigte die Band eine Show in Tokio sowie eine englische Version des Albums Karacho namens Carajo an, welches in Japan am 27. Mai 2015 veröffentlicht wurde. Im Sommer 2015 spielte die Band auf diversen Festivals, unter anderem eröffnete die Band das 30. Festival von Rock am Ring.
Am 29. August 2015 nahmen die Donots beim Bundesvision Song Contest 2015 teil und belegten mit ihrem Lied Dann ohne Mich mit 117 Punkten den zweiten Platz.
Am 11. Oktober 2015 spielten sie im Rahmen des Konzerts WIR. Stimmen für geflüchtete Menschen in München auf dem Königsplatz.
Das Video zu Hansaring 2:10 Uhr erschien am 14. Oktober 2015.
Am 10. Dezember 2016 gaben die Donots ihr tausendstes Konzert, das in der ausverkauften Halle Münsterland stattfand und knapp ein Jahr später zusammen mit dem Album Lauter als Bomben als DVD-Aufzeichnung erschien.
Um die Proteste gegen den Neujahrsempfang der rechtspopulistischen Partei AfD zu unterstützen, unterbrachen die Donots am 10. Februar 2017 ihre Live-Pause und spielten in Münster vor etwa 8000 Demonstranten.
Im Mai 2017 veröffentlichte die Band die Single Keiner kommt hier lebend raus, sowohl auf einer Split-Vinyl mit Adam Angst, als auch als erste Single des Albums Lauter als Bomben, das am 12. Januar 2018 veröffentlicht wurde. Weitere Musikvideos wurden zu den Songs Rauschen (auf jeder Frequenz), Whatever Forever, Eine letzte letzte Runde, Gegenwindsurfen, Alle Zeit der Welt und Piano Mortale produziert.
Am Abend vor dem Erscheinungstag von Lauter als Bomben rief die Band beim Radiosender 1 Live zu einer spontanen Show auf dem ehemaligen Underground-Gelände auf. Mehr als 500 Personen folgten diesem Aufruf. Mit Lauter als Bomben erreichten die Donots ihre bis dato höchste Chartplatzierung. Das Album stieg auf Platz vier der deutschen und auf Platz 21 der österreichischen Charts ein. Damit ist dies auch ihre dritte Top-Ten-Platzierung in Folge in den deutschen Albumcharts. Zu dem Album folgte eine ausgedehnte Tour im März 2018 sowie von November 2018 bis Januar 2019 durch Deutschland, Österreich und die Schweiz. In Köln täuschten die Donots und Kraftklub bei ihren gleichzeitig stattfindenden Konzerten einen Stromausfall vor, um für einen Song die Bühne zu tauschen. Dies war nur aufgrund der Lage der nebeneinander liegenden Auftrittsorte möglich. Belohnt wurden beide Bands dafür mit dem Preis für Popkultur in der Kategorie „Spannendste Idee/Kampagne“.
Anlässlich ihres 25-jährigen Bandjubiläums spielten die Donots am 16. April 2019 ein ausverkauftes Konzert in der Scheune, in der sie auch ihr allererstes Konzert spielten. Weiterhin wurde der Geburtstag durch die Birthday Slams gefeiert. Diese Konzerte fanden in Düsseldorf, Hamburg, Berlin und Wiesbaden statt.
Am 12. Juli 2019 veröffentlichte die Band ihr zweites Best-of-Album Silverhochzeit, das auf Platz sechs der deutschen Albumcharts einstieg. Der Name ist eine Anspielung auf die sowohl englischen als auch deutschen Lieder, die die Band produziert hat, als auch auf die Silberhochzeit an sich.
Der Grand Summer Slam war ein eigenes, erneut ausverkauftes Festival der Donots, das am 15. September 2019 stattfand. Es war der Abschluss ihres „Birthday Summers“. Die Besucher des Festivals erfuhren erst vor Ort, dass Sounds and Colours, Montreal, Thees Uhlmann und die Sondaschule auftraten.
Im Laufe des Jahres 2019 veröffentlichten die Donots zwei weitere Lieder. Zum einen war dies Versagt, getan, das für die 3sat-Sendung Wahnsinnswerke zum Thema Woyzeck produziert wurde. Willkommen zuhaus brachte die Band zudem als Benefiz-Single heraus, bei der sämtliche Einnahmen an Jamel rockt den Förster gehen werden, wo auch der Song zum ersten Mal aufgeführt wurde.
Bei den Jahresabschlusskonzerten 2019 kündigte die Band nach 25 Jahren ihre erste Livepause auf unbestimmte Zeit an.
Am 31. August 2020 kündigten die Donots ihr Livealbum Birthday Slams Live an, welches am 4. Dezember 2020 veröffentlicht wurde. Das Album enthält eine Auswahl an Liedern, welche bei den Birthday Slams und beim Grand Summer Slam gespielt wurden. Das Album stieg auf Platz sechs der Album-Charts ein und ist, bis dato, die fünfte Top-10-Platzierung in den Album-Charts in Folge.
Ihre Bandbiografie, die sie mit dem ehemaligen Visions-Chefredakteur Ingo Neumayer verfasst haben, der den Werdegang der Rockband jahrelang journalistisch begleitet hatte, kam am 16. April 2021 zum 27-jährigen Bandjubiläum heraus. Das Buch trägt den Namen Die Geschichte der Donots: Heute Pläne, morgen Konfetti, angelehnt an ihren gleichnamigen Song. Gemeinsam stellten die Bandmitglieder eine Auswahl von gesammelten Fotos aus Kartons und persönlichen Erinnerungen zusammen, um damit diese Biografie zu Papier zu bringen. Von der Bandbiografie gibt es ein von Nilz Bokelberg, ein ehemaliger TV-Moderator des Musiksenders Viva, eingelesenes Hörbuch. Da Bokelberg während der ersten Aufnahme den Spitznamen „Purgen“ von Bassist Jan-Dirk Poggemann falsch aussprach, musste Rezitator Bokelberg die Bandbiografie ein zweites Mal im Tonstudio einsprechen. Der Spitzname Purgen, den man deutsch ausspricht und nicht englisch, entstammt einer von Gitarrist Guido Knollmann erfundenen Fantasiesprache.
Am 3. Juni 2022 eröffneten die Donots, wie schon im Jahr 2015, das nach der Corona-Krise erstmals seit 2019 wieder stattfindende Festival Rock am Ring. Als Überraschungsgäste traten Die Toten Hosen mit Donots zusammen auf und coverten u. a. das Ärzte-Lied Schrei nach Liebe. An diesem Tag kündigten sie ebenfalls ihr zwölftes Studioalbum Heut ist ein guter Tag an, das im Februar 2023 erschien.
Im November 2022 erweiterten sie den Grand Münster Slam um einen weiteren Tag, sodass er zu Grand Münster Slam Weekender wurde. Veranstaltungsort war wie in den Jahren zuvor, die Halle Münsterland. An zwei Abenden besuchten 13.000 Zuschauer diese Veranstaltung. Als Vorband zu sehen waren unter anderem Frank Turner, Montreal und Sondaschule. An diesen Abenden wurde auch das Musikvideo zu Auf sie mit Gebrüll gedreht.
Mit dem zwölften Studioalbum Heut ist ein guter Tag schaffte es die Band erstmalig in ihrer Bandgeschichte auf Platz eins der deutschen Albumcharts. Auf dem Album sind zudem Jörkk Mechenbier (Love A) und Sarah de Castro (ex-Bubonix) als Feature-Gäste zu hören. Produzent des Albums war Kurt Ebelhäuser.
Mit den Toten Hosen und Thees Uhlmann spielten sie im Rahmen des Benefizkonzerts „Drei Akkorde für deine Spende“ am 24. Februar 2023 im PSD-Bank Dome in Düsseldorf. Insgesamt wurden über eine Million Euro für verschiedenste Hilfsorganisationen gesammelt, die die Opfer des Erdbebens in der Türkei und Syrien unterstützen. Das Konzert wurde auf diversen Radiosendern und auf MagentaTV übertragen.
Mit dem Open Flair Festival organisierten die Donots nach ihrem Auftritt auf dem Festival 2024 spontan ein Spenden-Soli Shirt mit dem Titel „No Fascism!“, bei dem alle Einnahmen an Kein Bock auf Nazis und Bunt Statt Braun im Werra-Meißner-Kreis gespendet wurden, insgesamt kamen so 11.746 Euro zusammen.
Am 6. Mai 2024 wurden die Donots mit dem Radio Bob Award des Rockradiosenders Radio Bob  ausgezeichnet, der damit anlässlich „30 Jahren unvergleichlichen Punkrock-Sounds und ihrer unvergleichlichen Bühnenpräsenz“ die Donots, „eine Band, die seit 30 Jahren den Punkrock von Ibbenbüren in die Welt trägt und dabei trotz ihrer vielen Erfolge grundsympathisch geblieben ist“, als „herausragende Persönlichkeiten des Rock- und Metalcircus“ würdigte.
2025 veröffentlichte die Band die Single Allein zu allein.

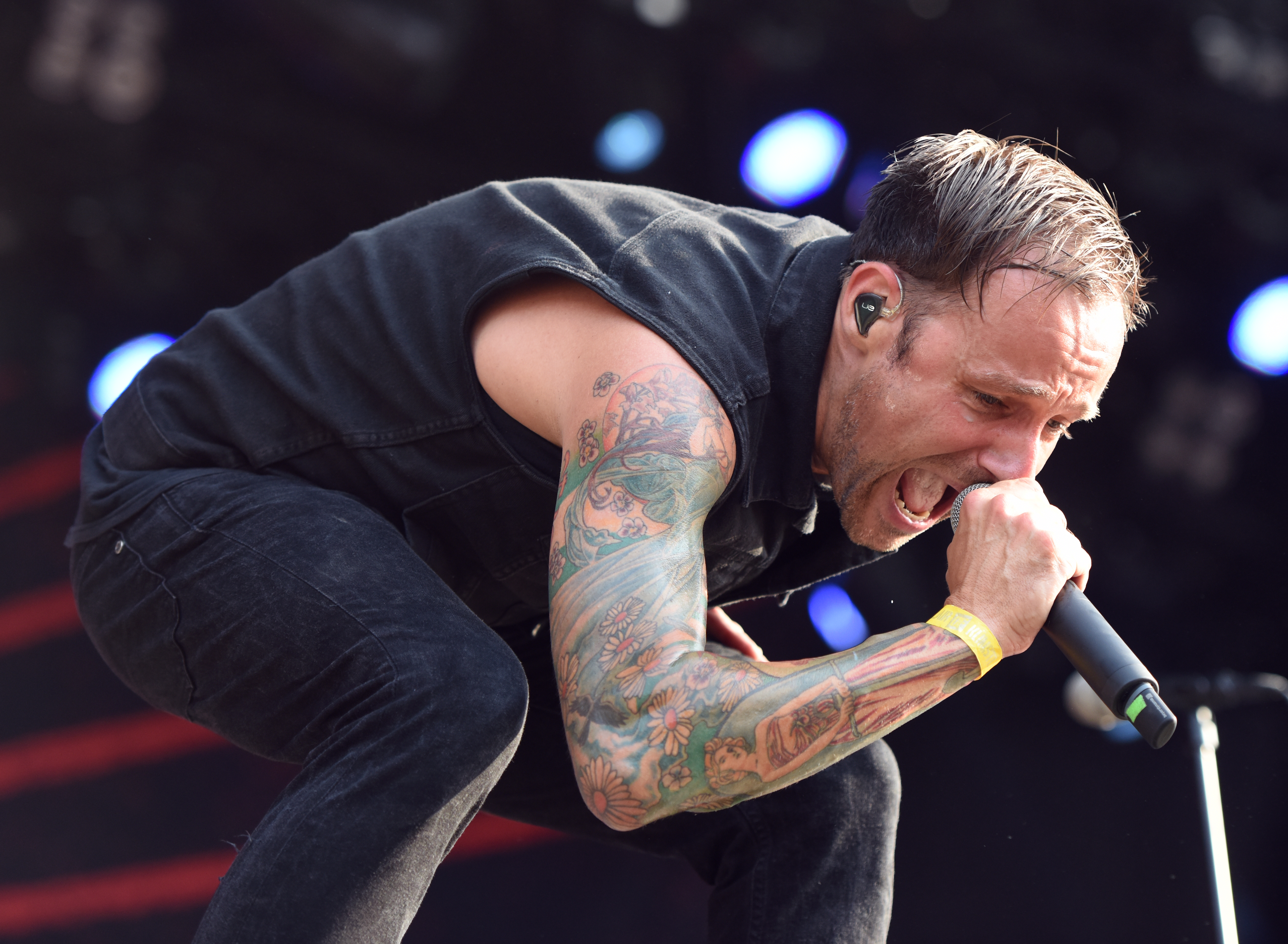
Ingo Knollmann
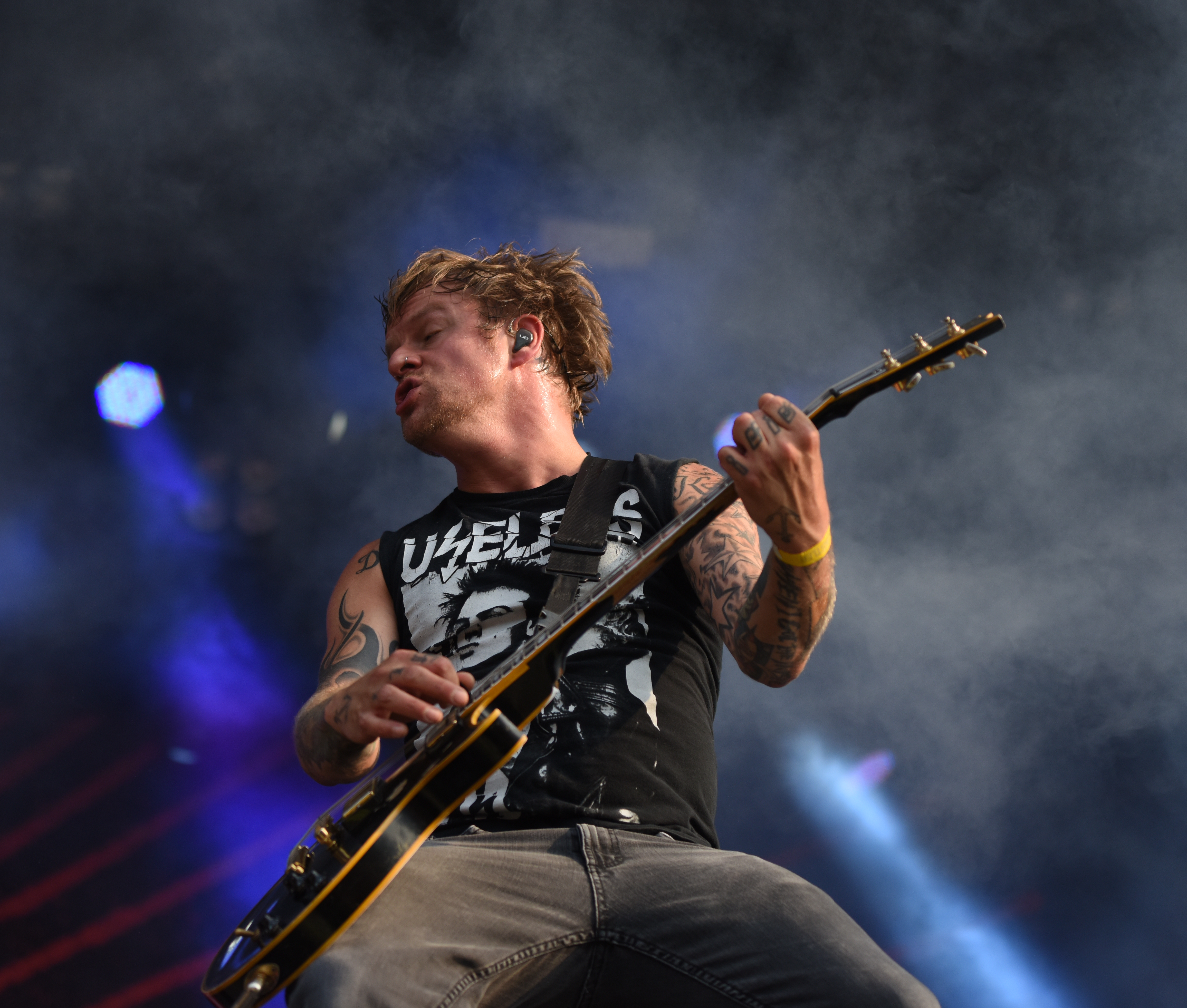
Guido Knollmann
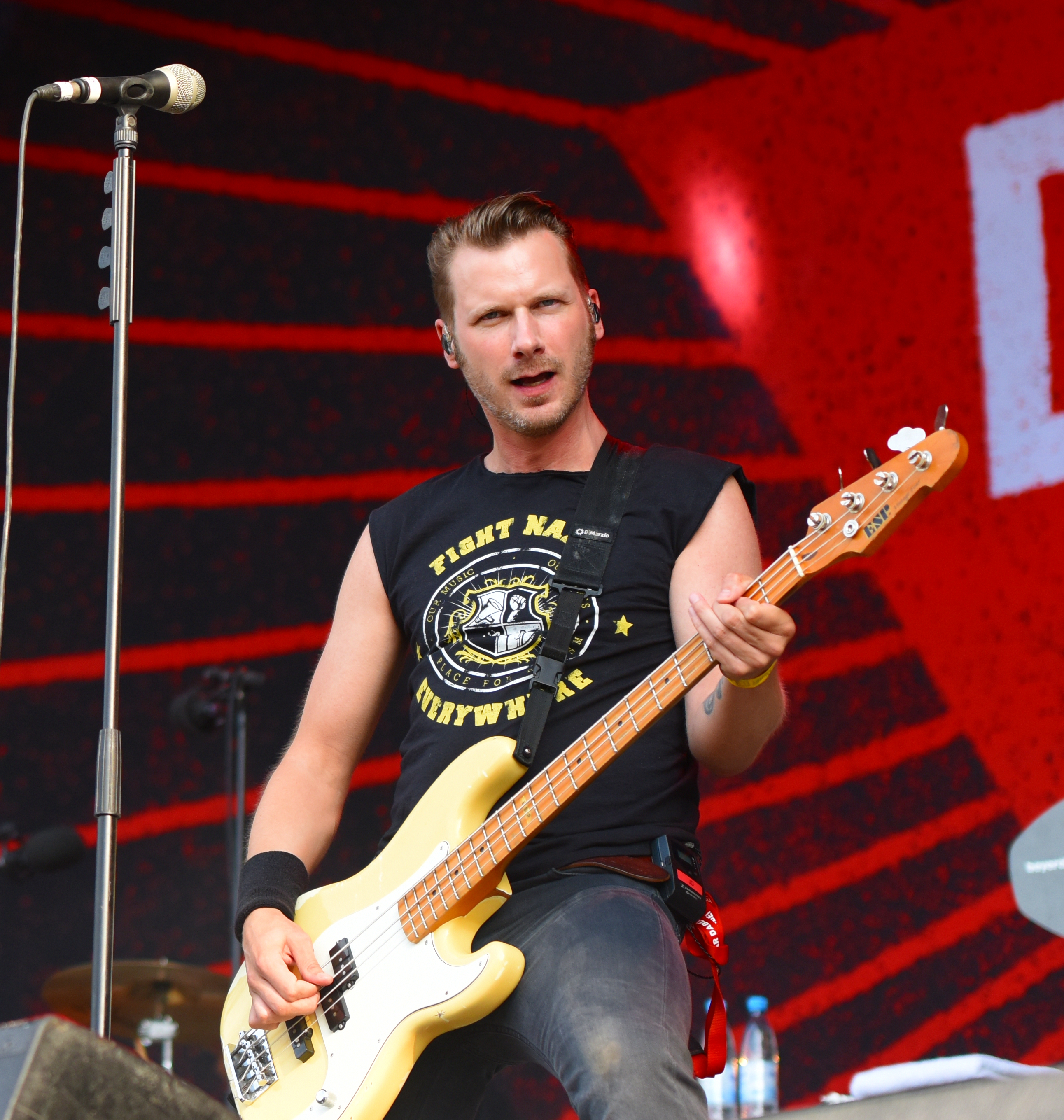
Jan-Dirk Poggemann
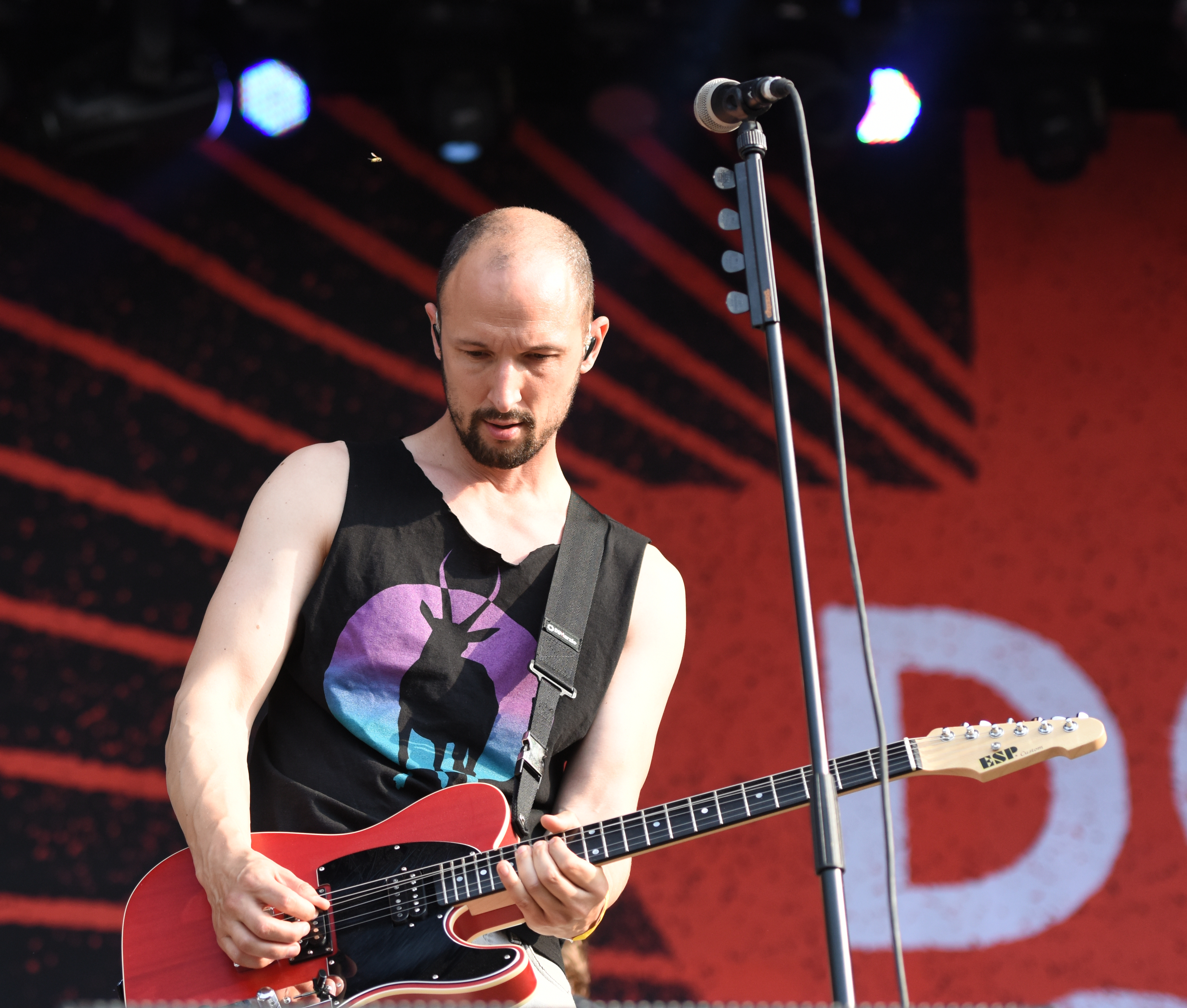
Alex Siedenbiedel
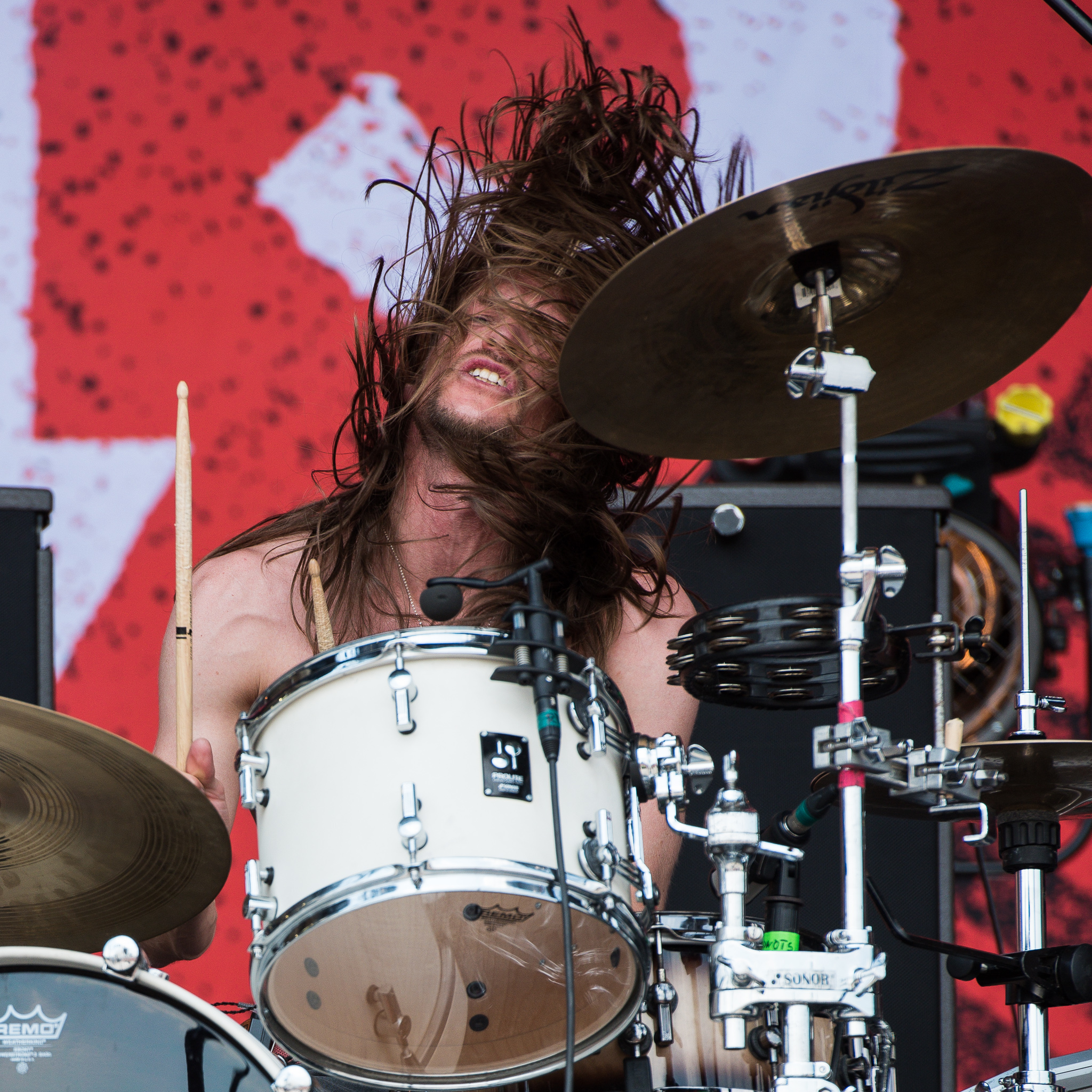
Eike Herwig

## Nebenprojekte
Der Sänger der Band, Ingo Knollmann, hat 2006 das Plattenlabel Solitary Man Records in Japan gegründet und ist für Veröffentlichungen von Bands wie Placebo, Beatsteaks, Boysetsfire und Muff Potter zuständig. Ebenfalls war er Produzent des Waterdown-Albums All Riot und leiht gelegentlich befreundeten Bands wie Jupiter Jones seine Stimme.
Des Weiteren ist er Sänger der plattdeutschen Band Schrappmesser, für deren Live-Auftritte auch Guido herangezogen wird.
Alex Siedenbiedel absolvierte sein BWL-Diplom und promoviert nun im Fach Betriebswirtschaftslehre im Zusammenhang mit der Musikbranche an der Westfälischen Wilhelms-Universität in Münster.
Die Donots haben eine Podcast-Sendung, namens Die relaxte Kluftpuppe, in der sie von aktuellen Neuigkeiten berichten und einen Blick in die Bandgeschichte werfen.
Die Donots setzten sich 2008 für das Lesen- und Schreibenlernen im Rahmen der Kampagne iCHANCE ein, die vom Bundesverband Alphabetisierung und Grundbildung durchgeführt wird. Sänger Ingo lieh dem Projekt zusätzlich für das Hörspiel „Mit einem blauen Auge!“ seine Stimme.
Zur Fußballsaison 2011/12 haben die Donots ihr Lied Calling zur Torhymne des Preußen Münster umgeformt. Ebenfalls hat der SV Sandhausen als Torhymne die Donots Version von We're Not Gonna Take It.
Zusammen mit Anti-Flag, Bernd von den Beatsteaks und Ian von Billy Talent veröffentlichten die Donots im Februar 2013 den Song Toast to Freedom.
Seit dem 15. April 2021 moderiert Sänger Ingo Knollmann die Donots Rockshow, an jedem zweiten Donnerstag, beim Rockradiosender Radio Bob.
Neben Christian Kruse (Adam Angst), Benni Thiel (ex-Schrottgrenze) und Peter Tiedeken (ex-Robocop Kraus & Pale) gründete Ingo Knollmann 2021 die Hardcore-Band Duchamp. Die Alben werden unter anderem auf dem Donots-Label Solitary Man Records veröffentlicht.

## Sonstiges

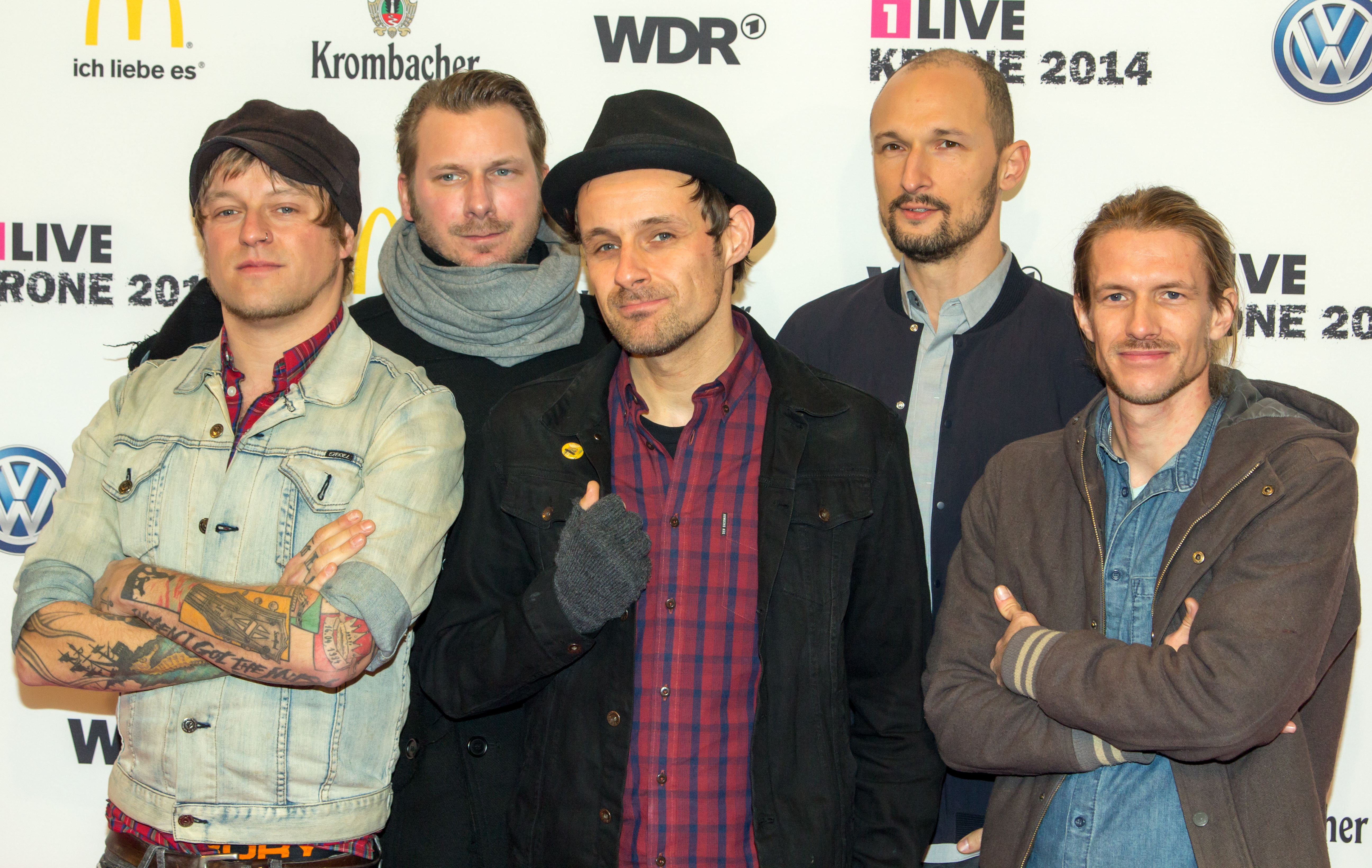
Donots bei der 1LIVE Krone 2014

2001 erschien der deutsche Spielfilm Engel & Joe, in dem die Donots den Song Backstabbing spielen, das Lied Private Angel ist zudem gleich zu Beginn des Filmes zu hören. Weiterhin finden einige Songs im deutschen Horrorfilm Swimming Pool – Der Tod feiert mit und in dem deutschen Jugenddrama Gangs Platz.
Songs der Donots sind auch auf den Videospielen Burnout 3: Takedown, MVP Baseball, Drummania, Need for Speed: Rivals und Guitarfreaks vertreten.
Ingo Knollmann und Alex Siedenbiedel waren im Jahr 2013 zu Gast bei Let’s Play Together von Gronkh und Sarazar zum einjährigen Jubiläum der Show, wie auch bei dem Gamescom-13-Event LPT Live XXL.
Am 2. und 9. Dezember 2013 trat Alex Siedenbiedel bei Wer wird Millionär? an. Nachdem er die 32.000-Euro-Frage bereits richtig beantwortet hatte, fiel er auf 500 Euro zurück.
Am 18. September 2011 war Alex Siedenbiedel einer der Auswahl-Kandidaten in der Sendung „Schlag den Raab“, wurde im Telefonvoting jedoch nicht als Gegner für Raab gewählt.
Im Filmdrama „Home“ aus dem Jahr 2020, dem Debüt der, in Dülmen aufgewachsenen, Schauspielerin Franka Potente als Spielfilm-Regisseurin, sind die Donots die Lieblingsband des Protagonisten Marvin. So rockt er in einer Szene headbangend zum Titel „Dead Man Walking“ und skatet später zu „Stop The Clocks“.

## Diskografie
Studioalben

| Jahr | Titel Musiklabel                                  | Höchstplatzierung, Gesamtwochen, AuszeichnungChartplatzierungen (Jahr, Titel, Musiklabel, Platzierungen, Wochen, Auszeichnungen, Anmerkungen) | Höchstplatzierung, Gesamtwochen, AuszeichnungChartplatzierungen (Jahr, Titel, Musiklabel, Platzierungen, Wochen, Auszeichnungen, Anmerkungen) | Höchstplatzierung, Gesamtwochen, AuszeichnungChartplatzierungen (Jahr, Titel, Musiklabel, Platzierungen, Wochen, Auszeichnungen, Anmerkungen) | Anmerkungen                                                   |
| Jahr | Titel Musiklabel                                  | DE | AT | CH | Anmerkungen                                                   |
| ---- | ------------------------------------------------- | --- | --- | --- | ------------------------------------------------------------- |
| 1996 | Pedigree Punk School Bust                         | — | — | — | Erstveröffentlichung: Juni 1996 Verkäufe: 500 (limitierte-CD) |
| 1998 | Tonight’s Karaoke-Contest Winners Headshock       | — | — | — | Erstveröffentlichung: 1. Juni 1998                            |
| 1999 | Better Days Not Included Gun Records (BMG Ariola) | — | — | — | Erstveröffentlichung: 7. Juni 1999                            |
| 2001 | Pocketrock Gun Records (BMG Ariola)               | DE8 (8 Wo.)DE | — | — | Erstveröffentlichung: 8. Januar 2001                          |
| 2002 | Amplify the Good Times Gun Records (BMG Ariola)   | DE18 (7 Wo.)DE | AT45 (5 Wo.)AT | — | Erstveröffentlichung: 17. Juni 2002                           |
| 2004 | Got the Noise Gun Records (Sony BMG)              | DE17 (7 Wo.)DE | AT39 (4 Wo.)AT | — | Erstveröffentlichung: 21. Juni 2004                           |
| 2008 | Coma Chameleon Solitary Man Records (Indigo)      | DE41 (1 Wo.)DE | — | — | Erstveröffentlichung: 28. März 2008                           |
| 2010 | The Long Way Home Solitary Man Records (Indigo)   | DE24 (4 Wo.)DE | — | — | Erstveröffentlichung: 26. März 2010                           |
| 2012 | Wake the Dogs Vertigo Records (UMG)               | DE6 (4 Wo.)DE | AT32 (1 Wo.)AT | CH88 (1 Wo.)CH | Erstveröffentlichung: 27. April 2012                          |
| 2015 | Karacho Vertigo Records (UMG)                     | DE5 (5 Wo.)DE | AT40 (1 Wo.)AT | — | Erstveröffentlichung: 20. Februar 2015                        |
| 2018 | Lauter als Bomben Solitary Man Records (WMG)      | DE4 (4 Wo.)DE | AT21 (1 Wo.)AT | CH49 (1 Wo.)CH | Erstveröffentlichung: 12. Januar 2018                         |
| 2023 | Heut ist ein guter Tag Solitary Man Records (WMG) | DE1 (4 Wo.)DE | — | CH20 (1 Wo.)CH | Erstveröffentlichung: 3. Februar 2023                         |

## Auszeichnungen
- Preis für Popkultur
  - 2018: in der Kategorie „Spannendste Idee/Kampagne“ (Clubtausch in Köln)[32]
- 2024: Radio-Bob-Award